# Севедісла
Севедісла (рум. Săvădisla) — село у повіті Клуж в Румунії. Входить до складу комуни Севедісла.
Село розташоване на відстані 322 км на північний захід від Бухареста, 15 км на південний захід від Клуж-Напоки.

## Населення
За даними перепису населення 2002 року у селі проживали 1074 особи.
Національний склад населення села:
| Національність | Кількість осіб | Відсоток |
| -------------- | -------------- | -------- |
| угорці         | 973            | 90,6%    |
| румуни         | 83             | 7,7%     |
| цигани         | 17             | 1,6%     |

Рідною мовою назвали:
| Мова      | Кількість осіб | Відсоток |
| --------- | -------------- | -------- |
| угорська  | 970            | 90,3%    |
| румунська | 98             | 9,1%     |
| циганська | 6              | 0,6%     |